# 11813 Ingorichter
11813 Ingorichter este o planetă minoră (asteroid), cu un diametru de 9,756 km, din centura de asteroizi. A fost descoperită pe 3 martie 1981 la Observatorul Siding Spring de Schelte J. Bus și a fost numită după Ingo Richter⁠(d). 
Obiectul prezintă o orbită caracterizată de o semiaxă mare de 3,1103846 UAi, o excentricitate de 0,1, o înclinație de 6,17501 ° în raport cu ecliptica.